# Kiya Tabassian
Kiya Tabassian est un musicien, chanteur et compositeur né en 1976 à Téhéran. Il vit au Canada depuis 1990, où il a fondé l'ensemble musical Constantinople dont il est le directeur artistique et le compositeur.
L'ensemble Constantinople explore la fusion entre les traditions musicales persanes et d'autres styles du monde. Il se produit dans de nombreux pays du monde aux côtés de grands musiciens tels que  Kayhan Kalhor, Ablaye Cissoko, Ghalia Benali, Françoise Atlan, Hana Blažíková, Shashank Subramanyam et Marco Beasley.

## Biographie
Kiya Tabassian a grandi en Iran où il a commencé à jouer à l'âge de 12 ans du setâr, un instrument à cordes traditionnel persan. Dès l'adolescence, il se passionne pour cet instrument et recompose les pièces du répertoire traditionnel de la musique persane.
À cette période, Kiya Tabassian joue et compose pour un groupe de musique[Lequel ?]. Ol quitte l'Iran à l'âge de 14 ans avec ses parents et ses deux frères pour s'installer à Montréal.
Il poursuit son chemin dans la musique en étant notamment l'élève de Reza Ghassemi, Kayhan Kalhor puis de Gilles Tremblay, au Conservatoire de musique de Montréal.

## Carrière musicale
Kiya Tabassian fonde l'ensemble Constantinople en 1998 dont il est le directeur artistique, un groupe de musique du monde, de musique ancienne et de musique baroque qui se consacre à la fusion des traditions musicales de l'Orient et de l'Occident.
L'ensemble a acquis une renommée internationale pour ses performances innovantes et son exploration de la diversité musicale. Il effectue chaque année des tournées dans le monde entier et s'est produit dans plus de 55 pays.
Le premier disque de Constantinople est paru en 2001 avec le label ATMA Classique. En 2023, Constantinople compte 23 disques à son actif.
De 2002 à 2005, Kiya Tabassian participe au projet international MediMuses comme membre du groupe de recherche sur l’histoire la musique de la Méditerranée et en collaborant à plusieurs projets d’édition et de disque.
En parallèle, de nombreuses formations musicales et institutions ont fait appel à ses talents de compositeur, comme l'Orchestre symphonique de Montréal, le Nouvel Ensemble Moderne, Bradyworks et l'Union Européenne de Radio-Télévision. Il a également composé la musique de films documentaires comme Jabaroot et Voices of the Unheard.
En 2015, Kiya Tabassian instaure et dirige le tout premier[réf. nécessaire] programme de résidence des musiques du monde au Banff Center for the Arts. L'année suivante, il chante sur la bande son du jeu Assasin's Creed: Origins. 
En 2017, dans le cadre du 375e anniversaire de Montréal, il compose l'hymne Mémoires d'Ahuntsic, offert en leg à la ville de Montréal. La même année il co-fonde le Centre des musiciens du monde à Montréal avec Frédéric Léotar, ethnomusicologue. Il en assure la direction artistique et dirige la collection de disque Centre des musiciens du monde du label Analekta jusqu'en 2022. 
En 2020, Kiya Tabassian co-signe, avec la poète Hélène Dorion, la suite musicale et poétique Le temps des forêts, une œuvre basée sur les mémoires et histoires de vies recueillies auprès des résidents des CHLSD de Montréal.
Kiya a été membre du Conseil des arts de Montréal pendant sept ans, dont il a présidé le comité décisionnel de musique durant trois ans. En 2023, il fait partie du Conseil d’administration du Conseil des arts et des lettres du Québec. Il a été mandaté par le Conseil québécois de la musique pour mettre sur pied un comité de réflexion sur le rôle des musiques du monde dans le domaine des musiques de concert.

## Discographie
- Musique du Moyen Âge et de la Renaissance, Atma Classique
- Memoria Sefardí – Musique d'Espagne juive et chrétienne, Atma Classique
- Li Tans Nouveaus – troubadours Châtelain de Coucy, Li nouviauz tanz et mais et violete Anne Azéma, Atma Classique
- De Castille à Samarkand, avec Guy Ross, Atma Classique
- Grèce - Carrefour De La Méditerranée, avec En Chordais, Atma Classique
- Que le Yable les emporte, avec Bernard Simard, Atma Classique
- Terres Turquoises, La princessa y el caballero, Françoise Atlan, Atma Classique
- Mania, Atma Classique
- Terra nostra, José Ángel Guttiérrez, Teresita de Jesús Islas, Atma Classique
- Ay Amor, avec Francoise Atlan, Atma Classique
- Premiers Songes, poèmes de Sor Juana Inés de la Cruz, Analekta
- Metamorfosi, baroque italien, Analekta
- The Musical Voyages of Marco Polo, avec En Chordais, World Village
- Jardins migrateurs, musique persane et mandingue, Analekta
- Horizons lointains, avec Belem, Kora and Ko
- Traversées, avec Ablaye Cissoko, Kora and Ko
- ...Cette ville étrange, Dreyer Gaido
- La porta d'oriente, avec Marco Beasley, Glossa
- In the Footsteps of Rumi, avec Ghalia Benali, Glossa
- Il Ponte di Leonardo, avec Marco Beasley, Note 1 Music GmbH
- Pilgrimage, avec Cappella Mariana, Supraphon
- Nordic Lights in Persian Sky, avec Benedicte Maurseth, Glossa